# Olmedo (Loja)
Olmedo è una parrocchia urbana dell'Ecuador, capoluogo dell'omonimo cantone, nella provincia di Loja.